# Liga de Voleibol Superior Femenino 2010
La Liga de Voleibol Superior Femenino 2010si è svolta dal 12 febbraio al 12 maggio 2010: al torneo hanno partecipato 10 squadre di franchigie portoricane e la vittoria finale è andata per la diciottesima volta alle Pinkin de Corozal.

## Regolamento
La competizione prevede che le dieci squadre partecipanti si sfidino, per circa due mesi, senza un calendario rigido, fino a disputare ventidue partite ciuscuna. Le prime otto classificate prendono parte ai quarti di finale, affrontandosi divise in due gironi da quattro squadre ciascuno, da cui le prime prime due classificate accedono alle semifinali e successivamente alla finale. Non sono previste retrocessioni.

## Squadre partecipanti
| - Criollas de Caguas - Gigantes de Carolina - Indias de Mayagüez - Lancheras de Cataño - Leonas de Ponce | - Llaneras de Toa Baja - Mets de Guaynabo - Pinkin de Corozal - Valencianas de Juncos - Vaqueras de Bayamón |

## Torneo

### Regular season

#### Risultati
| Risultati |                   |     |                                   |
|           |                   |     |                                   |
| 12-02     | Cataño-Toa Baja   | 3-1 | 18-25, 25-15, 25-23, 25-20        |
| 12-02     | Guaynabo-Caguas   | 1-3 | 25-20, 28-30, 16-25, 16-25        |
| 12-02     | Ponce-Bayamón     | 0-3 | 24-26, 20-25, 16-25               |
| 12-02     | Carolina-Mayagüez | 2-3 | 26-28, 23-25, 25-20, 25-23, 13-15 |
| 13-02     | Bayamón-Juncos    | 3-2 | 25-19, 16-25, 16-25, 25-27, 15-2  |
| 13-02     | Mayagüez-Corozal  | 0-3 | 22-25, 22-25, 25-27               |
| 13-02     | Toa Baja-Ponce    | 3-1 | 25-17, 25-23, 19-25, 25-15        |
| 14-02     | Corozal-Guaynabo  | 2-3 | 22-25, 18-25, 25-13, 25-22, 5-15  |
| 14-02     | Juncos-Carolina   | 1-3 | 22-25, 24-26, 25-23, 19-25        |
| 14-02     | Caguas-Cataño     | 0-3 | 22-25, 21-25, 22-25               |
| 16-02     | Caguas-Mayagüez   | 2-3 | 24-26, 24-26, 25-21, 31-29, 16-18 |
| 16-02     | Corozal-Bayamón   | 0-3 | 21-25, 14-25, 23-25               |
| 17-02     | Juncos-Guaynabo   | 3-1 | 25-22, 22-25, 25-21, 25-19        |
| 17-02     | Toa Baja-Carolina | 3-0 | 25-18, 25-23, 25-20               |
| 17-02     | Ponce-Cataño      | 0-3 | 14-25, 22-25, 12-25               |
| 19-02     | Bayamón-Caguas    | 1-3 | 25-21, 22-25, 21-25, 22-25        |
| 19-02     | Carolina-Corozal  | 3-1 | 17-25, 31-29, 25-23, 25-17        |
| 19-02     | Mayagüez-Toa Baja | 2-3 | 16-25, 25-18, 18-25, 25-18, 17-19 |
| 19-02     | Cataño-Juncos     | 3-0 | 25-19, 25-15, 38-36               |
| 20-02     | Guaynabo-Ponce    | 1-3 | 22-25, 23-25, 25-22, 23-25        |
| 21-02     | Bayamón-Toa Baja  | 0-3 | 17-25, 18-25, 21-25               |
| 22-02     | Caguas-Carolina   | 2-3 | 23-25, 22-25, 25-22, 25-22, 11-15 |
| 21-02     | Corozal-Cataño    | 2-3 | 24-26, 23-25, 24-26               |
| 22-02     | Mayagüez-Guaynabo | 3-2 | 25-18, 25-21, 19-25, 19-25, 15-10 |
| 23-02     | Juncos-Ponce      | 0-3 | 16-25, 22-25, 16-25               |
| 23-02     | Toa Baja-Caguas   | 3-1 | 25-23, 19-25, 26-24, 25-20        |
| 24-02     | Bayamón-Guaynabo  | 0-3 | 18-25, 17-25, 22-25               |
| 25-02     | Ponce-Carolina    | 2-3 | 21-25, 25-21, 20-25, 25-23, 13-15 |
| 25-02     | Corozal-Juncos    | 3-1 | 25-22, 25-21, 19-25, 25-19        |
| 26-02     | Cataño-Mayagüez   | 2-3 | 18-25, 28-26, 23-25, 25-13, 10-15 |
| 26-02     | Guaynabo-Toa Baja | 0-3 | 16-25, 17-25, 15-25               |
| 27-02     | Juncos-Caguas     | 3-1 | 25-21, 25-17, 23-25, 25-22        |
| 27-02     | Ponce-Corozal     | 3-1 | 22-25, 25-20, 25-22, 25-21        |
| 28-02     | Mayagüez-Bayamón  | 2-3 | 25-16, 25-17, 13-25, 23-25, 13,15 |
| 01-03     | Caguas-Ponce      | 2-3 | 22-25, 26-24, 20-25, 25-20, 11-15 |
| 01-03     | Toa Baja-Juncos   | 3-0 | 25-23, 25-12, 25-11               |
| 02-03     | Bayamón-Cataño    | 2-3 | 27-25, 17-25, 17-25, 11-25        |
| 02-03     | Carolina-Guaynabo | 2-3 | 22-25, 25-12, 23-25, 25-21, 13-15 |
| 03-03     | Cataño-Carolina   | 3-1 | 21-25, 25-20, 25-19, 25-22        |
| 04-03     | Ponce-Mayagüez    | 1-3 | 26-28, 26-24, 16-25, 20-25        |
| 05-03     | Corozal-Caguas    | 3-0 | 25-23, 25-18, 26-24               |
| 06-03     | Mayagüez-Juncos   | 3-0 | 25-20, 25-23, 25-14               |
| 06-03     | Guaynabo-Cataño   | 1-3 | 12-25, 13-25, 25-21, 19-25        |
| 07-03     | Toa Baja-Corozal  | 3-0 | 25-22, 25-23, 25-23               |
| 07-03     | Carolina-Bayamón  | 3-1 | 19-25, 25-16, 25-14, 25-15        |
| 08-03     | Caguas-Guaynabo   | 1-3 | 25-21, 25-15, 25-16, 25-21        |
| 09-03     | Mayagüez-Carolina | 3-2 | 25-22, 17-25, 25-20, 19-25, 16-14 |
| 09-03     | Corozal-Ponce     | 1-3 | 21-25, 25-21, 16-25, 24-26        |
| 10-03     | Cataño-Caguas     | 2-3 | 22-25, 19-25, 25-18, 25-17, 10-15 |
| 10-03     | Toa Baja-Bayamón  | 3-2 | 25-20, 23-25, 20-25, 25-19, 15-13 |
| 11-03     | Juncos-Mayagüez   | 3-2 | 25-21, 28-26, 24-26, 16-25, 15-12 |
| 11-03     | Ponce-Guaynabo    | 3-2 | 17-25, 25-20, 22-25, 25-13, 15-11 |
| 12-03     | Guaynabo-Corozal  | 0-3 | 20-25, 23-25, 20-25               |
| 12-03     | Cataño-Toa Baja   | 2-3 | 19-25, 25-16, 25-21, 24-26, 10-15 |
| 12-03     | Carolina-Caguas   | 2-3 | 18-25, 17-25, 25-19, 30-28, 12-15 |

| Risultati |                   |     |                                   |
|           |                   |     |                                   |
| 13-03     | Caguas-Juncos     | 2-3 | 25-23, 27-25, 13-25, 26-28, 12-15 |
| 14-03     | Ponce-Toa Baja    | 1-3 | 13-25, 26-24, 23-25, 21-25        |
| 14-03     | Bayamón-Corozal   | 1-3 | 26-24, 24-26, 17-25, 24-26        |
| 14-03     | Mayagüez-Cataño   | 3-2 | 25-22, 17-25, 25-20, 19-25, 16-14 |
| 15-03     | Carolina-Juncos   | 0-3 | 18-25, 16-25, 23-25               |
| 16-03     | Toa Baja-Guaynabo | 3-2 | 24-26, 20-25, 25-13, 25-14, 15-13 |
| 16-03     | Mayagüez-Corozal  | 0-3 | 24-26, 12-25, 22-25               |
| 16-03     | Caguas-Bayamón    | 3-1 | 19-25, 25-23, 25-19, 25-20        |
| 17-03     | Cataño-Ponce      | 3-2 | 19-25, 23-25, 25-22, 25-22, 15-4  |
| 18-03     | Carolina-Toa Baja | 0-3 | 19-25, 17-25, 22-25               |
| 18-03     | Guaynabo-Juncos   | 1-3 | 15-25, 23-25, 18-25, 17-25        |
| 19-03     | Ponce-Caguas      | 0-3 | 19-25, 24-26, 21-25               |
| 19-03     | Toa Baja-Mayagüez | 3-2 | 22-25, 25-14, 20-25, 25-22, 15-10 |
| 20-03     | Bayamón-Ponce     | 0-3 | 0-25, 0-25, 0-25                  |
| 20-03     | Caguas-Corozal    | 2-3 | 10-25, 27-25, 25-23, 16-25, 14-16 |
| 20-03     | Guaynabo-Carolina | 1-3 | 18-25, 29-27, 22-25, 23-25        |
| 22-03     | Juncos-Toa Baja   | 0-3 | 20-25, 14-25, 21-25               |
| 23-03     | Carolina-Cataño   | 0-3 | 21-25, 23-25, 23-25               |
| 23-03     | Mayagüez-Caguas   | 3-2 | 21-25, 25-14, 16-25, 25-19, 15-9  |
| 24-03     | Cataño-Guaynabo   | 3-2 | 26-28, 23-25, 25-19, 25-14, 15-5  |
| 24-03     | Corozal-Carolina  | 3-2 | 25-21, 25-18, 17-25, 19-25, 15-7  |
| 24-03     | Juncos-Bayamón    | 3-1 | 25-18, 25-20, 21-25, 25-18        |
| 25-03     | Guaynabo-Mayagüez | 0-3 | 16-25, 22-25, 18-25               |
| 26-03     | Caguas-Toa Baja   | 1-3 | 23-25, 20-25, 30-28, 20-25        |
| 26-03     | Cataño-Corozal    | 3-2 | 25-13, 17-25, 23-25, 25-17, 15-12 |
| 26-03     | Ponce-Juncos      | 1-3 | 25-21, 23-25, 12-25, 22-25        |
| 26-03     | Bayamón-Carolina  | 0-3 | 23-25, 23-25, 23-25               |
| 27-03     | Guaynabo-Bayamón  | 0-3 | 24-26, 14-25, 19-25               |
| 28-03     | Juncos-Cataño     | 0-3 | 10-25, 23-25, 17-25               |
| 28-03     | Mayagüez-Ponce    | 0-3 | 20-25, 23-25, 17-25               |
| 28-03     | Corozal-Toa Baja  | 1-3 | 23-25, 15-25, 28-26, 14-25        |
| 30-03     | Bayamón-Mayagüez  | 3-0 | 25-21, 25-17, 25-20               |
| 30-03     | Toa-Baja-Cataño   | 3-2 | 22-25, 25-15, 26-24, 22-25, 15-12 |
| 30-03     | Carolina-Ponce    | 3-1 | 21-25, 25-16, 25-21, 25-21        |
| 30-03     | Juncos-Corozal    | 0-3 | 16-25, 18-25, 22-25               |
| 31-03     | Bayamón-Guaynabo  | 3-0 | 25-19, 25-22, 25-18               |
| 01-04     | Cataño-Carolina   | 3-1 | 17-25, 25-18, 25-23, 25-16        |
| 01-04     | Ponce-Corozal     | 0-3 | 20-25, 20-25, 18-25               |
| 01-04     | Mayagüez-Caguas   | 1-3 | 23-25, 25-20, 22-25, 22-25        |
| 03-04     | Caguas-Juncos     | 3-1 | 19-25, 25-12, 25-20, 25-19        |
| 03-04     | Guaynabo-Toa Baja | 1-3 | 23-25, 25-23, 23-25, 19-25        |
| 03-04     | Carolina-Bayamón  | 0-3 | 20-25, 21-25, 21-25               |
| 04-04     | Corozal-Mayagüez  | 2-3 | 25-23, 18-25, 18-25, 26-24, 12-15 |
| 04-04     | Juncos-Ponce      | 3-2 | 25-18, 22-25, 15-25, 25-20, 15-10 |
| 05-04     | Bayamón-Cataño    | 0-3 | 0-25, 0-25, 0-25                  |
| 05-04     | Toa Baja-Carolina | 3-0 | 25-16, 25-23, 25-23               |
| 06-04     | Mayagüez-Juncos   | 3-2 | 25-20, 25-16, 25-27, 25-22        |
| 07-04     | Corozal-Caguas    | 0-3 | 13-25, 21-25, 20-25               |
| 07-04     | Guaynabo-Cataño   | 3-0 | 0-25, 0-25, 0-25                  |
| 08-04     | Ponce-Mayagüez    | 2-3 | 14-25, 25-23, 25-20, 17-25, 14-16 |
| 08-04     | Toa Baja-Bayamón  | 3-0 | 27-25, 25-23, 25-23               |
| 09-04     | Juncos-Corozal    | 1-3 | 25-27, 22-25, 25-21, 17-25        |
| 10-04     | Caguas-Ponce      | 3-0 | 25-23, 25-23, 25-17               |
| 10-04     | Carolina-Guaynabo | 3-0 | 25-19, 25-19, 25-16               |
| 10-04     | Cataño-Bayamón    | 2-3 | 25-20, 17-25, 25-16, 22-25, 15-17 |

#### Classifica
| Pos. | Squadra               | Pt | G  | V  | P  | SV | SP | Ratio | PF | PS | Ratio |
| ---- | --------------------- | -- | -- | -- | -- | -- | -- | ----- | -- | -- | ----- |
| 1.   | Llaneras de Toa Baja  | 43 | 22 | 21 | 1  | 64 | 21 |       |    |    |       |
| 2.   | Lancheras de Cataño   | 38 | 22 | 16 | 6  | 60 | 29 |       |    |    |       |
| 3.   | Indias de Mayagüez    | 36 | 22 | 14 | 8  | 51 | 44 |       |    |    |       |
| 4.   | Criollas de Caguas    | 32 | 22 | 10 | 12 | 46 | 45 |       |    |    |       |
| 5.   | Pinkin de Corozal     | 32 | 22 | 10 | 12 | 40 | 43 |       |    |    |       |
| 6.   | Gigantes de Carolina  | 31 | 22 | 9  | 13 | 39 | 48 |       |    |    |       |
| 7.   | Vaqueras de Bayamón   | 31 | 22 | 9  | 13 | 35 | 45 |       |    |    |       |
| 8.   | Valencianas de Juncos | 31 | 22 | 9  | 13 | 34 | 50 |       |    |    |       |
| 9.   | Leonas de Ponce       | 30 | 22 | 8  | 14 | 37 | 49 |       |    |    |       |
| 10.  | Mets de Guaynabo      | 26 | 22 | 4  | 18 | 27 | 59 |       |    |    |       |

### Play-off scudetto

#### Girone A

##### Risultati
| Risultati |                  |     |                                   |
|           |                  |     |                                   |
| 14-04     | Juncos-Toa Baja  | 0-3 | 16-25,17-25,22-25                 |
| 14-04     | Caguas-Corozal   | 2-3 | 20-25, 28-26, 26-28, 25-19, 11-15 |
| 14-04     | Toa Baja-Caguas  | 3-2 | 25-20, 25-17, 20-25, 23-25, 15-11 |
| 16-04     | Corozal-Juncos   | 3-1 | 25-23, 25-16, 21-25, 25-23        |
| 17-04     | Corozal-Toa Baja | 0-3 | 20-25, 10-25, 13-25               |
| 17-04     | Caguas-Juncos    | 0-3 | 18-25, 16-25, 25-27               |
| 18-04     | Toa Baja-Corozal | 1-3 | 17-25, 25-23, 18-25, 19-25        |
| 18-04     | Juncos-Caguas    | 0-3 | 23-25, 22-25, 18-25               |
| 21-04     | Toa Baja-Juncos  | 3-1 | 25-27, 25-18, 25-13, 25-12        |
| 21-04     | Corozal-Caguas   | 3-0 | 25-18, 25-18, 25-16               |
| 23-04     | Caguas-Toa Baja  | 3-0 | 25-16, 25-21, 25-17               |
| 23-04     | Juncos-Corozal   | 0-3 | 15-25, 12-25, 14-25               |

| Pos. | Squadra               | Pt | G | V | P | SV | SP |
| ---- | --------------------- | -- | - | - | - | -- | -- |
| 1.   | Pinkin de Corozal     | 11 | 6 | 5 | 1 | 15 | 7  |
| 2.   | Llaneras de Toa Baja  | 10 | 6 | 4 | 2 | 13 | 9  |
| 3.   | Criollas de Caguas    | 8  | 6 | 2 | 4 | 10 | 12 |
| 4.   | Valencianas de Juncos | 7  | 6 | 1 | 5 | 5  | 15 |

| Risultati |                   |     |                                   |
|           |                   |     |                                   |
| 14-04     | Bayamón-Cataño    | 0-3 | 12-25,13-25,21-25                 |
| 14-04     | Carolina-Mayagüez | 1-3 | 25-25, 30-28, 18-25, 19-25        |
| 16-04     | Cataño-Carolina   | 3-0 | 25-12, 25-19, 25-17               |
| 16-04     | Mayagüez-Bayamón  | 1-3 | 24-26, 25-20, 23-25, 20-25        |
| 17-04     | Bayamón-Carolina  | 3-1 | 25-19, 25-20, 19-25, 25-21        |
| 17-04     | Cataño-Mayagüez   | 0-3 | 22-25, 21-25, 21-25               |
| 19-04     | Carolina-Cataño   | 0-3 | 23-25, 19-25, 21-25               |
| 19-04     | Bayamón-Mayagüez  | 1-3 | 9-25, 17-25, 25-23, 17-25         |
| 21-04     | Cataño-Bayamón    | 3-0 | 25-13, 25-23, 25-20               |
| 21-04     | Mayagüez-Carolina | 1-3 | 24-26, 23-25, 25-19, 24-26        |
| 25-04     | Carolina-Bayamón  | 1-3 | 25-18, 18-25, 23-25, 15-25        |
| 25-04     | Mayagüez-Cataño   | 2-3 | 16-25, 25-15, 25-22, 25-27, 11,15 |
| 25-04     | Bayamón-Mayagüez* | 3-2 | 25-19, 16-25, 26-28, 25-18, 15-13 |

| Pos. | Squadra              | Pt | G | V | P | SV | SP |
| ---- | -------------------- | -- | - | - | - | -- | -- |
| 1.   | Lancheras de Cataño  | 11 | 6 | 5 | 1 | 15 | 5  |
| 2.   | Vaqueras de Bayamón  | 9  | 6 | 3 | 3 | 13 | 11 |
| 3.   | Indias de Mayagüez   | 9  | 6 | 3 | 3 | 10 | 12 |
| 4.   | Gigantes de Carolina | 7  | 6 | 1 | 5 | 6  | 16 |

#### Semifinali e finale
|  | Semifinali           | Semifinali           | Semifinali           | Semifinali           | Semifinali          | Semifinali | Semifinali | Semifinali | Semifinali |  |  | Finale               | Finale               | Finale               | Finale               | Finale               | Finale | Finale | Finale | Finale |  |
|  |                      |                      |                      |                      |                     |            |            |            |            |  |  |                      |                      |                      |                      |                      |        |        |        |        |  |
|  | Llaneras de Toa Baja | Llaneras de Toa Baja | Llaneras de Toa Baja | Llaneras de Toa Baja | 0                   | 3          | 3          | 3          | 3          |  |  |                      |                      |                      |                      |                      |        |        |        |        |  |
|  | Lancheras de Cataño  | Lancheras de Cataño  | Lancheras de Cataño  | Lancheras de Cataño  | 3                   | 0          | 2          | 0          | 2          |  |  | Llaneras de Toa Baja | Llaneras de Toa Baja | Llaneras de Toa Baja | Llaneras de Toa Baja | Llaneras de Toa Baja | 2      | 1      | 0      | 1      |  |
|  | Pinkin de Corozal    | Pinkin de Corozal    | Pinkin de Corozal    | Pinkin de Corozal    | Pinkin de Corozal   | 3          | 3          | 3          | 3          |  |  | Pinkin de Corozal    | Pinkin de Corozal    | Pinkin de Corozal    | Pinkin de Corozal    | Pinkin de Corozal    | 3      | 3      | 3      | 3      |  |
|  | Vaqueras de Bayamón  | Vaqueras de Bayamón  | Vaqueras de Bayamón  | Vaqueras de Bayamón  | Vaqueras de Bayamón | 0          | 1          | 2          | 2          |  |  |                      |                      |                      |                      |                      |        |        |        |        |  |

| Semifinali |                 |     |                                   |
|            |                 |     |                                   |
| 26-04      | Cataño-Toa Baja | 3-0 | 25-14, 25-22, 25-21               |
| 27-04      | Bayamón-Corozal | 0-3 | 9-25, 15-25, 16-25                |
| 29-04      | Toa Baja-Cataño | 3-0 | 25-21, 25-16, 25-12               |
| 30-04      | Corozal-Bayamón | 3-1 | 25-21, 30-32, 25-14, 25-20        |
| 30-04      | Cataño-Toa Baja | 2-3 | 25-27, 25-18, 25-20, 23-25, 13-15 |
| 02-05      | Bayamón-Corozal | 2-3 | 25-19, 25-20, 16-25, 20-25, 10-15 |
| 02-05      | Toa Baja-Cataño | 3-0 | 31-29, 25-21, 27-25               |
| 03-05      | Corozal-Bayamón | 3-2 | 25-23, 25-23, 22-25, 14-25, 15-11 |
| 04-05      | Cataño-Toa Baja | 0-3 | 22-25, 22-25, 10-25               |

| Finale |                  |     |                                   |
|        |                  |     |                                   |
| 06-05  | Corozal-Toa Baja | 3-2 | 19–25, 22–25, 25–21, 25–19, 16–14 |
| 08-05  | Toa Baja-Corozal | 1-3 | 25–18, 17–25, 17–25, 21–25        |
| 10-05  | Corozal-Toa Baja | 3-0 | 27–25, 25–20, 25–20               |
| 12-05  | Toa Baja-Corozal | 1-3 | 21–25, 27–29, 25–23, 20–25        |

## Classifica finale
| Pos | Squadra               |
| --- | --------------------- |
| 1   | Pinkin de Corozal     |
| 2   | Llaneras de Toa Baja  |
| 3   | Lancheras de Cataño   |
| 4   | Vaqueras de Bayamón   |
| 5   | Indias de Mayagüez    |
| 6   | Criollas de Caguas    |
| 7   | Gigantes de Carolina  |
| 8   | Valencianas de Juncos |
| 9   | Leonas de Ponce       |
| 10  | Mets de Guaynabo      |

## Premi individuali
| Premio                   | Giocatrice         | Squadra              |
| ------------------------ | ------------------ | -------------------- |
| MVP della Regular Season | Oneida González    | Lancheras de Cataño  |
| MVP delle finali         | Destinee Hooker    | Pinkin de Corozal    |
| MVP dell'All-Star Game   | Courtney Thompson  | Lancheras de Cataño  |
| Miglior palleggiatrice   | Courtney Thompson  | Lancheras de Cataño  |
| Rising star              | Stephanie Enright  | Criollas de Caguas   |
| Miglior ritorno          | Shannon Torregrosa | Lancheras de Cataño  |
| Miglior esordiente       | Bianca Rivera      | Vaqueras de Bayamón  |
| Migliore allenatore      | Milton Crespo      | Lancheras de Cataño  |
| Miglior presidente       | William López      | Lancheras de Cataño  |
| Miglior arbitro          | Juan Carlos Juarbe | -                    |
| Miglior realizzatrice    | Oneida González    | Lancheras de Cataño  |
| Miglior attaccante       | Oneida González    | Lancheras de Cataño  |
| Migliore muro            | Jessica Jones      | Gigantes de Carolina |
| Miglior servizio         | Mary Spicer        | Leonas de Ponce      |
| Miglior palleggiatrice   | Karla Echenique    | Gigantes de Carolina |
| Miglior difesa           | Xaimara Colón      | Gigantes de Carolina |
| Migliore ricevitrice     | Xaimara Colón      | Gigantes de Carolina |
| Miglior libero           | Xaimara Colón      | Gigantes de Carolina |